# ベンゾイルギ酸デカルボキシラーゼ
ベンゾイルギ酸デカルボキシラーゼ(Benzoylformate decarboxylase、EC 4.1.1.7)は、以下の化学反応を触媒する酵素である。
ベンゾイルギ酸 + H+ {\displaystyle \rightleftharpoons } ベンズアルデヒド + CO2
従って、この酵素の2つの基質はベンゾイルギ酸と水素イオン、2つの生成物はベンズアルデヒドと二酸化炭素である。
この酵素はリアーゼ、特に炭素-炭素結合を切断するカルボキシリアーゼに分類される。系統名は、ベンゾイルギ酸 カルボキシリアーゼ [ベンズアルデヒド形成](benzoylformate carboxy-lyase (benzaldehyde-forming))である。他に、phenylglyoxylate decarboxylaseやbenzoylformate carboxy-lyaseとも呼ばれる。この酵素は、ヒドロキシル化による安息香酸の分解とトルエン及びキシレンの分解に関与している。補因子としてチアミンピロリン酸を必要とする。

## 構造
2007年末時点で、8つの構造が解明されている。蛋白質構造データバンクのコードは、1BFD、1MCZ、1PI3、1PO7、1Q6Z、1YNO、2FN3及び2FWNである。